# Cát Hải (xã)
Cát Hải là một xã thuộc huyện Phù Cát, tỉnh Bình Định, Việt Nam.
Xã Cát Hải có diện tích 44,09 km², dân số năm 1999 là 5.079 người, mật độ dân số đạt 115 người/km².

## Hành chính
Xã Cát Hải được chia thành 4 thôn: Chánh Oai, Tân Thắng, Tân Thanh, Vĩnh Hội.